# Coregonus arenicolus
Coregonus arenicolus is een straalvinnige vissensoort uit de familie van de zalmen (Salmonidae), onderfamilie van de houtingen. De wetenschappelijke naam van de soort is voor het eerst geldig gepubliceerd in 1997 door Maurice Kottelat. Het is een vissoort die voorkomt in het Meer van Konstanz, maar ook is uitgezet in wateren in het stroomgebied van de Po. Plaatselijk is de vis bekend als Sandfelchen of Bodensee Sandflelchen.

## Herkenning
De vis verschilt van de andere soorten in het meer door een bijna eindstandige bek en 18 tot 27 kieuwboogaanhangsels. De maximale lengte is 55 cm. Kottelat ontdekte dat deze vissoort hybridiseerde met Coregonus macrophthalmus, een vissoort die ook voorkomt in het Meer van Konstanz.

## Verspreiding en leefgebied
De vis komt endemisch voor in het Bodenmeer (Meer van Konstanz) op ondiepe stukken van het meer met een vlakke bodem, maar ook wel op steil aflopende hellingen. Hij foerageert op de bodem en leeft van ongewervelde waterdieren die in de bodem leven. De paaitijd is van eind november tot in december, het viskuit wordt in ondiep water langs de meeroevers afgezet.

## Status
Tot 2004 werd Coregonus macrophthalmus op grote schaal gekweekt en uitgezet ter verbetering van de visstand. Daardoor ontstonden hybriden die een bedreiging vormde voor de genetische zuiverheid en daardoor het voortbestaan van de soort Coregonus arenicolus. Om deze reden staat deze soort als kwetsbaar op de Rode Lijst van de IUCN.